# 비상 관리

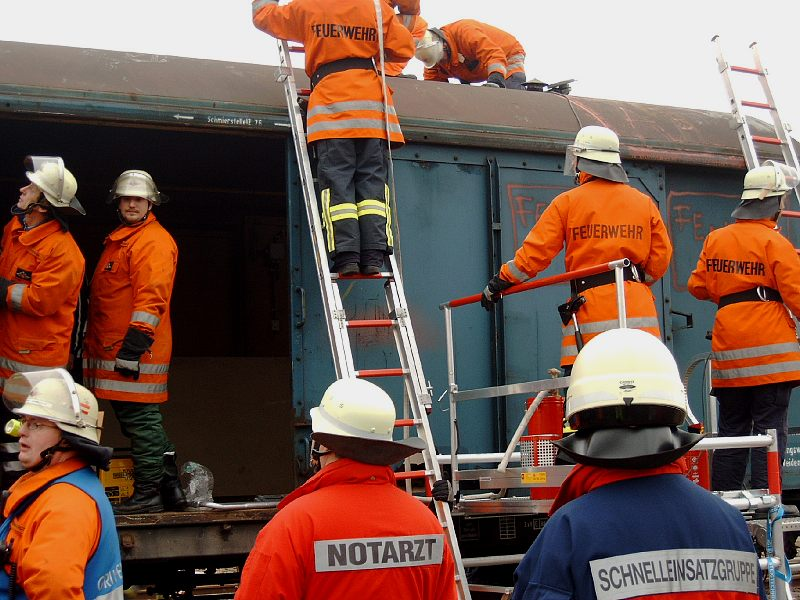

재난관리(災難管理, 영어: disaster management) 또는 비상관리(非常管理, 영어: emergency management) 혹은 방재(防災, 영어: disaster prevention)는 재해를 미연에 방지할 목적으로 행해지는 활동이다. 재해의 개념은 넓기 때문에, 자연 재해, 지각 변동, 대기 순환 등에 의한 재해, 산불 뿐만 아니라 인위적 재해에 대한 대응도 포함해 사용될 수 있는 개념으로, 전염병에 대한 대응을 포함하는 경우까지 있다. 그러나 전염병에 관해서는 방역이라는 개념이 올바른 개념에 가까우며, 방역은 방재의 일종이라고 할 수 있다.

## 비전쟁군사행동
비전쟁군사행동(Military operations other than war, (MOOTW)은 전쟁 이외의 군사 작전을 말한다. 무트와라고도 부른다. MOOTW는 1990년대 미군에서 처음 나왔다. 영국군은 이를 평화지원작전(peace support operations, PSO)이라고 부른다.  MOOTW엔 인도적 지원, 재난구호(재난관리), 탐색 구조, 군비 통제, 평화유지 등이 들어간다. 대테러 작전도 MOOTW의 영역이다.

## 같이 보기
- 지진 공학
- 내진 건축
- 방해일 빌딩(영어판)
- 비전쟁군사행동